# Radio Club de Chile
Der Radio Club de Chile (kurz: RCCH, deutsch „Funkamateur-Club von Chile“) ist die nationale Vereinigung der Funkamateure in Chile.
Der RCCH ist Mitglied der International Amateur Radio Union (IARU Region 2), der internationalen Vereinigung von Amateurfunkverbänden. Er vertritt dort die Interessen der Funkamateure des Landes.

## Geschichte
Der Radio Club de Chile wurde auf Initiative von Enrique Sazié (späteres Amateurfunkrufzeichen CE3XX) am 12. Juli 1922 im Universitätsgebäude der Hauptstadt Santiago de Chile gegründet. Er besteht seitdem fort. Erster Präsident war Harvey Diamond.
Saziés Ziel in den frühen 1920er Jahren war, der chilenischen Öffentlichkeit ein Radioprogramm anzubieten. Dazu baute er unter Verwendung von drei Telefunken-Elektronenröhren mit jeweils 50 W Leistung einen Rundfunksender. Auch ein dazugehöriges Rundfunkempfangsgerät baute er selbst. Am 19. August 1922 stellte er den Empfänger in einem Saal im zweiten Stock des Gebäudes der Zeitung El Mercurio in Santiago auf und führte seine Anlage einem geladenen Publikum von mehr als einhundert Menschen vor. Der nun mithilfe der Funktechnik über eine Distanz von etwa einem Kilometer übertragene Marsch It’s a Long Way to Tipperary war die erste Radiosendung Chiles.
Etwas später, am 21. Mai 1924, gab es die erste live im chilenischen Rundfunk übertragene Rede des Präsidenten Arturo Alessandri Palma. Im selben Jahr wurde auch eine Ansprache von Papst Pius XI. übertragen. Dieses Ereignis beeindruckte einige Menschen so sehr, dass sie vor den in Geschäften aufgestellten Empfängern auf die Knie sanken. Es war die erste Rede eines Papstes überhaupt, die live in Chile gehört werden konnte.